# 河田薬品
河田薬品株式会社（かわだやくひん）は、医薬品・一般用医薬品の卸を中心とする日本の企業であった。地盤は山口県。現在は、株式会社葦の会の一社「アステム」である。

## 概要
- 本社・山口県下松市中島町
- 代表取締役社長　　河田清宏

## 営業所
- 防府営業所・山口県防府市今市町9-2
- 岩国支店・山口県岩国市麻里布町2-4-4

## 沿革
- 1967年（昭和42年）8月
  - 「アイコー薬品株式会社」（山口県下関市南部町22-25）
  - 防府支店・防府市戎町2-5-30
  - 柳井支店・柳井市古開作268-20

と合併し「コーエー」と商号変更